# 陈琛
陈琛（1477年11月21日—1545年3月3日），字思献，号紫峰，福建泉州府晉江縣陳埭涵口人，明朝理学家和教育家。正德丁丑進士，官至江西僉事。陈琛被闽南人称为“泉州第一通”，与張岳、林希元三人并称“泉州三狂”。

## 生平
陈琛生于成化十三年（1477年）十月十六日。弘治十一年（1498年）陈琛参加福建乡试落榜。正德元年（1506年）蔡清督学江西，邀请陈琛同行并教其二子读书。正德三年（1508年）陈琛返乡。并于正德五年（1510年）考中福建乡试第七十七名举人。正德十二年（1517年）中式丁丑科會試第八名，廷试二甲三十三名进士，兵部观政，授刑部山西司主事。不久，陈琛以母亲年老为由，改任南京户部主事。不久升任吏部考功司郎中。嘉靖元年（1522年）陈琛请求回乡归养。嘉靖七年（1528年）因大臣推荐下诏征用，但陈琛辞而不任。嘉靖八年（1529年）下诏命其任贵州按察使司提学佥事，后改江西提学僉事，陈琛皆以母老力辞不赴。嘉靖二十四年（1545年）闰正月二十一日，陈琛在家中病故。

## 遺跡
陈琛墓为泉州市级文物保护单位，位于晋江市秀林山麓，其墓志铭为张岳所书。嘉靖三十八年，泉州府知府熊汝达於泉州府文庙东（今育英门之左、华侨大厦新楼中段偏西一带）建陈琛专祠，专祠于1979年因泉州兴建华侨大厦新楼拆除。
陈琛有两处故居，一处位于陈埭镇涵口村，门楣匾额“紫峰陈先生故宅”为清朝的泉州末代状元吴鲁所书。另一处位于泉州市区西街裴巷内陈厝巷。

## 著作
陈琛著有《四书浅说》6卷、《易经浅说》8卷、《正学编》2卷及《陈紫峰文集》12卷。

## 家族
曾祖陈保。祖父陈敬。父陈体成。母吴氏。慈侍下。兄陈璧。